# Одел Бекам Млађи
Одел Бекам мл. (енгл. Odell Beckham, Jr.; Батон Руж, 5. новембар 1992) је професионални играч америчког фудбала који игра на позицији вајд рисивера у НФЛ лиги за екипу Кливленд браунса.
Играо је колеџ фудбал на Државном универзитету у Луизијани и био је изабран од стране Џајантса у првој рунди НФЛ драфта 2014. године као 12. пик.

## Почеци
Бекам је рођен у Батон Ружy, Луизијана. Похађао је средњу школу Исидор Њуман у Њу Орлеансу, Луизијана. У фудбалу је играо разне позиције као што су вајд рисивер, квотербек, ранингбек, и корнербек. Као јуниор, ухватио је 45 пасева за 743 јарди и 10 тачдаунова. Као сениор, ухватио је 50 пасева за 1.010 јарди и 19 тачдаунова, придруживши се тако Куперу Менингу као само два играча у историји школе за који су остварили 1.000 јарди у сезони. Поред тога, он је такође као ранингбек истрчао још 331 јарде и имао шест тачдауна. Примио је доста награда током своје колеџ каријере као што је МВП сезоне, такође био је именован као стартни вајд рисивер државе Луизијане. Поред фудбала, Бекам је учествовао у кошарци, атлетици и фудбалу. У кошарци, Бекам је играо све четири године и био је у екипи све четири године. Бекам је био јако добар и у атлетици што сведочи сребрна медалја 2010 године у скоку у даљ, док му је рекорд што се скока у дањ тиче 6,83 метара. Бекам је играо фудбал и сматра за свог идола Дејвида Бекама, енглеског фудбалера.

## Колеџ каријера
Као прави бруцош на ЛСУ у 2011. години, Бекам је почео девет од 14 утакмица, на којима је бележио 41 ухваћен пас за 475 јарди и два тачдауна. Именован је за најбољег играча првенства. Као студент друге у 2012. години, почео је 12 од 13 утакмица. Он је завршио као први у тиму по ухваћеним јардима са 713 јарде и други у ухваћеним пасевима са 43. Као јуниор у 2013. години, он је у комбинацији са Џервисом Лендријем формирао један од најбољих вајд рисивер тандема икада виђених у колеџ фудбал лиги. У утакмици против УАБ 2013, Бекам је вратио неуспели покушај за филд гол за рекордне 109 јарде и тачдаун. Он је био сврстан у први и други тим југоисточне конференције. У својој улози вајд рисивера и специјалисте за враћање панта и почетног ударца, Бекам је проглашен као добитник Паул Хорнунг награда 2013. године, представљен на годишњем нивоу као најразноврснији играч у великом колеџ фудбалу. Он је сезону завршио са 57 ухваћених лопти за 1117 јарди и осам тачдауна. Након сезоне је изашао на НФЛ Драфт 2014, на којем је изабран као 12. пик у првој рунди од стране Њујорк џајантса.

### Драфт камп 2014. и мерења
| Висина = 180 | Тежина = 90 | 40 јарди спринт = 4,43 | 3 чуња = 6,69 | Скок у вис= 90 cm | Скок у даљ = 3 m | Бенч = 7 | Распон руку = 32¾ | Величина шаке = 10 |

## Статистика досадашње каријере
|        |     | Ухваћени јарди | Ухваћени јарди | Ухваћени јарди | Ухваћени јарди | Ухваћени јарди | Ухваћени јарди | Ухваћени јарди | Претрчани јарди | Претрчани јарди | Претрчани јарди | Претрчани јарди | Претрчани јарди |
| Година | Тим | Г              | Рец            | Тгт            | Јар            | Прос           | Дуг            | ТД             | Пок             | Јар             | Про             | Дуг             | Тд              |
| ------ | --- | -------------- | -------------- | -------------- | -------------- | -------------- | -------------- | -------------- | --------------- | --------------- | --------------- | --------------- | --------------- |
| 2014   | NYG | 12             | 91             | 132            | 1,305          | 14.3           | 80             | 12             | 7               | 35              | 5.0             | 13              | 0               |
| 2015   | NYG | 15             | 96             | 159            | 1,450          | 15.1           | 87             | 13             | 1               | 3               | 3.0             | 3               | 0               |

### Њујорк џајантси
Након што је пропустио већи део тренинг кампа, предсезоне и прве четири утакмице у сезони због задње повреде задње ложе, Бекам је дебитовао 5. октобра 2014. године, против Атланта фалконса где бележи четири ухваћена паса за 44 јарди и тачдаун. У својој првој утакмици као стартер против Колтса, Бекам је ухватио 8 пасева за 156 јарди. Против Сихокса у 10. колу, ухватио је 7 пасева за 108 јарди. 23. новембра 2014. године, током утакмице против Далас каубојса, Бекам је имао 10 хватања за 146 јарди и два тачдауна, укључујући и веома тешко хватанје једном руком које ће касније бити проглашено најбољим хватањем године које ће много велике светске звезде окарктерисати као једно од најбољих хватања икада, а то је зато што је Бекам ухватио тај пас под казном и илегалним контактом играча који га је чувао. У регуларној сезони против Иглси, Бекам је имао рекорд каријере са 185 јарди, што је уједно био и рекорд франшизе за руки хватаче. Пре њега рекорд је држао марк Баваро са 176 ухваћене јарде против Бенгалса 13. октобра 1985 године. Бекам је имао 12 ухваћених пасева и тачдаун. Бекам је завршио своју импресивну руки сезону са 91 ухваћених пасева, 1.305 јарди и 12 тачдаунова у само 12 утакмица. Он је четврти новајлија у НФЛ историји са 1,300+ ухваћених јарди у сезони, а једини новајлија да има најмање 90+ ухваћених пасева и 10+ хватања за тачдаун у једној сезони. Он је проглашен за прву алтернативу  Про боула 2015.
7. јануара 2015. године, Бекам је заменио Келвина Џонсона, популарног Мегатрона у Про-боулу због повреде. Он је такође и први Џајантсов руки вајд рисивер у историји франшизе који је учествовао у Про-боулу. Он је такође 2014 године добио награду Рукија године. Бекам је открио након НФЛ Про-боула да је током 2014 сезоне патио од две повреде тетива пре сезоне, једна који се јавила у раним предсезонским вежбањима и друга у припремној утакмици. Бекам је изјавио, "Ја никада нисам био потпуно здрав, само сам хтео да превазиђем и одржавам форму. Још увек радим на томе.“
Дана 13. маја 2015. године, Бекам је изабран за насловну стран игрице Меден НФЛ 16, победивши
Роба Гронковског из Њу Ингланд патриотса. Бекам је најмлађи играч који је икада био на насловној страни Медена.

### Кливленд браунси
13. марта 2019. Бекам је трејдован у екипу Кливленд браунса. У екипи Браунса се опет ујединио са Џервисом Лендријем, саиграчем са којим је обарао рекорде на Државном универзитету у Луизијани.

### Награде
- 3 пута; Про боул (2014/15, 2015/16, 2016/17)
- Други тим Ол-Про (2015)
- AP НФЛ Офанзивни руки године (2014)
- PFWA Руки године (2014)

#### Њујорк џајантси — рекорди клуба
- Највише ухваћених јарди у сезони као Руки: 1,305
- Највише ухваћених пасева у сезони као руки: 91
- Највише ухваћених пасева у једној утакмици као руки: 12, 14. децембар 2014. против Вашингтон редскинса
- Највише узаступних утакмица са ухваћених 90+ јарди: 9, 2014-ongoing
- Највише 100+ утакмица у којима је ухватио 100+ јарди као руки: 7
- Највише 125+ утакмица у којима је ухватио 100+ јарди као руки: 6
- Највише 150+ утакмица у којима је ухватио 100+ јарди као руки: 2
- Највише утакмица са ухваћених 10+ пасева: 4
- Највише утакмица са ухваћених 10+ пасева, 100+ ухваћених јарди, 1+ ТД као руки: 4
- Највише утакмица са ухваћених 2+ ТД по уткамици као руки: 4
- Највише утакмица са 6+ ухваћених пасова: 9
- Највише ухваћених ТД пасова за 35+ јарди као руки: 4[1]
- Највише јарди (rush, rec, return yardage) на позицији вајд рисивера као руки: 1,326
- Највише ухваћених јарди код куће као руки: 767[2]
- Највише ухваћених пасева код куће као руки: 52[3]
- Највећи просек ухваћених јарди као руки: 108.8[4]
- Највећи просек ухваћених јарди по хватању као руки (min. 50 catches): 14.34
- Једини Џајантсов руки који је ухватио 50+ пасева у сеѕони
- Једини Џајантсов руки који 10+ ухваћених лопти, 125+ ухваћених јарди, 2+ ТД-а у једној утакмици (2014 сезоне, 12. Недеља против Даласа)
- Једини руки Њујорк џајантса који је имао ухваћена 3 тачдаун-а на једној утакмици (2014 сезона, 15. Недеља против Вошингтона)
- Једини Џајантсов руки који је имао 10 узастопних утакмица са 10+ хватања
- Једини Џајантсов руки који је имао 10 узастопних утакмица са 11+ хватања
- Највише ухваћених јарди као вајд рисивер у руки сезони са 1,305 јарди

#### НФЛ рекорди
- Највише ухваћених лопти у своје прве две сезоне (176)
- Најбрже је достигао 150 ухваћених лопти у својој каријери (21 games), престигавши Анквана Болдина (25 утакмица)[5]
- Најбрже је достигао 100 ухваћених лопти у својој каријери (14 games)[6]
- Највише ухваћених лопти у првих 10 утакмица:110[6]
- Највише узастопних утакмица са 90+ јарди: 9, 2014, изједначујући се са Мајклом Ирвином]][7]
- Највише узастопних утакмица са 130+ јарди, 1+ ТД: 4, изједначивши се са Патриком Џеферсом и Калвином Џонсоном[8]
- Највише утакмица са ухваћених 10+ пасева као руки: 4
- Највише утакмица са ухваћених 10+ пасева, 100+ ухваћених јарди као руки: 4
- Највише утакмица са ухваћених 10+ пасева, 100+ ухваћених јарди, 1+ ТД : 4, изједначивши се са Торијем Холтом[9]
- Највише утакмица са 125+ ухваћених јарди као руки: 6[10]
- Највише узастопних утакмица са 6+ хватања, 90+ ухваћених јарди: 9[11]
- Највише ухваћених пасева код куће као руки: 52[3]
- Највише ухваћених пасева у Новембру месецу као руки: 38 (2014)[12]
- Највише ухваћених пасева у Децембру месецу као руки: 43 (2014)[13]
- Највише ухваћених Тачдаунова у Децембру месецу као руки:7 (2014)[14]
- Највише ухваћених јарди у календарском месецу као руки: 606 yards (Децембар 2014)
- Највећи просек ухваћених јарди по утакмици у руки сезони: 108.8[15]
- Једини играч у историји НФЛ-а са 75+ ухваћених лопти у 11 утакмица на почетку своје каријере.
- Једини играч у историји НФЛ-а са 75+ ухваћених лопти, 1,100+ ухваћених јарди, 10+ ТД-ова у једнох сезони[16]
- Једини играч у историји НФЛ-а са 1,300+ ухваћених јарди док је играо на 12 или мање утакмица у једној сезони[17]
- Једини играч у историји НФЛ-а са 90+ ухваћених јарди у 5 утакмица у једном календарском месецу (Новембар 2014)
- Једини играч у историји НФЛ-а са највише утакмица где је имао 10+ ухваћених пасева, 125+ ухваћених јарди, 1+ ТД у сезони (4)
- Једини играч у историји НФЛ-а са 12+ хватања, 140+ ухваћених јарди и 3+ ТД-а по утакмици
- Једини играч у историји НФЛ-а са највише узаступних утакмица 11+ ухваћених лопти, 130+ ухваћених јарди, 1+ ТД[18]
- Једини играч у историји НФЛ-а са 10+ ухваћених лопти у узаступним утакмицама[19]
- Једини играч у историји НФЛ-а са 11+ ухваћених лопти у узаступним утакмицама[20]
- Једини играч у историји НФЛ-а са 50+ ухваћених лопти код куће
- Најмлађи играч у НФЛ са много утакмица са 10+ ухвачених лопти по утакмици у сезони: 4 (22 године, 53 дана)[21]